# Apocephalus setitarsus
Apocephalus setitarsus är en tvåvingeart som beskrevs av Brown 1997. Apocephalus setitarsus ingår i släktet Apocephalus och familjen puckelflugor. Inga underarter finns listade i Catalogue of Life.